# Serra de la Mata
La Serra de la Mata és una serra situada al municipi d'Àger a la comarca de la Noguera, amb una elevació màxima de 661 metres.